# نصرالله سیف‌پور فاطمی
سید نصرالله سیف‌پور فاطمی (۱۲۷۹ – ۱۳۶۸) نویسنده، روزنامه‌نگار، استاد تاریخ خاورمیانه و یک دوره نمایندهٔ مجلس شورای ملی بود. او نخستین مجله به سبک جدید (مجلهٔ باختر) را در ایران منتشر کرد. سیف‌پور فاطمی برادر حسین فاطمی وزیر امور خارجهٔ محمد مصدق و تنها عضو دولت اوست که اعدام شد.

## خانواده
پدرش سید محمدعلی سیف‌العلماء (درگذشتهٔ ۱۳۱۴ خورشیدی) از نوادگان قاضی نورالهدی نائینی بود و سه برادر داشت: یکی حسین فاطمی، فرج‌الله سیف پور فاطمی (مصباح‌السلطان) و محمدخان معصومی. خواهرش نیز سلطنت فاطمی بود.

## روزنامه‌نگاری
سیف‌پور فاطمی در اصفهان تحصیل کرد و به معلمی در مدرسه متوسطه (دبیرستان) کالج اصفهان مشغول شد. از آذر ۱۳۱۲ ماهنامهٔ باختر را به سردبیری امیرقلی امینی در اصفهان منتشر کرد. باختر نخستین مجله به سبک جدید در ایران بود و نامدارانی چون ملک‌الشعراء بهار، سعید نفیسی و دکتر رضازاده شفق با اینکه در تهران بودند، نوشته‌های خود را در این مجله انتشار می‌دادند. باختر در زیبایی چاپ، نفاست کاغذ و کاربرد عکس‌ها و طرح‌های متعدد، از بهترین مجلات زمان به‌شمار می‌رفت.
از شمارهٔ چهارم، شمار صفحات باختر به هشتاد افزایش یافت و گاهی ۸۴ صفحه نیز می‌شد. از شمارهٔ نهم سال دوم (سال ۱۳۱۴) سیف‌پور فاطمی سردبیری مجله را خود به عهده گرفت و از مهر ۱۳۱۴ مجله باختر را از فرم مجله خارج کرد و به شکل روزنامه‌ای چهار صفحه‌ای درآورد که در آغاز به صورت هفتگی و سپس هفته‌ای سه شماره منتشر می‌شد. تنظیم اخبار با شاهزاده محمدحسین میرزا فصیح بود که بخشی از مقالات روزنامه را نیز می‌نوشت. دفتر باختر از هنگامی که به صورت مجله منتشر شد در محل روزنامه اخگر بود و سپس به پای قصر شمس‌آباد اصفهان منتقل شد.
باختر برای سیف‌پور فاطمی شهرت به همراه آورد. او به عضویت انجمن شهر اصفهان انتخاب و سپس شهردار شیراز شد. پس از انتقال شیراز اداره باختر را به برادرش حسین فاطمی سپرد که او نیز پیش از شهریور ۱۳۲۰ این روزنامه را به تهران انتقال داد.

## نمایندگی مجلس
سیف‌پور فاطمی در سال ۱۳۲۲ در انتخابات دوره چهاردهم مجلس شورای ملی نامزد نمایندگی نجف‌آباد و فریدن شد و با کسب ۱۱۴۳۰ رأی از ۱۴۹۷۹ رایی که به صندوق‌ها ریخته شد به مجلس راه یافت. اما شکایاتی نسبت به صحت انتخابات نجف‌آباد شد که عمدتاً به این اتهام بود که برادرش بخشدار نجف‌آباد بوده و در انتخابات اعمال نفوذ کرده‌است. حسام‌الدین دولت‌آبادی و تقی فداکار نمایندگان اصفهان نیز در مجلس به اعتبارنامه سیف‌پور فاطمی اعتراض کردند
در نشست مجلس برای رسیدگی به اعتبارنامه سیف‌پور فاطمی، حسام‌الدین دولت‌آبادی علاوه بر اینکه برادر او بخشدار نجف‌آباد بوده، این را هم مطرح کرد که «راجع به امور دیانتی [سیف‌پور فاطمی] هم صحبتهایی شده‌است اما وارد این موضوع نشد. معتصم‌السلطنه فرخ نماینده زابل نیز که در دفاع از سیف‌پور فاطمی سخن گفت، موضوع مربوط به دیانت را اشتباه و ناشی از شباهت اسمی خواند و گفت: «موضوع دیانت هم موضوعی نیست که در مجلس وارد صحبت آن بشویم. یک امر باطنی است ولی برای اطلاع آقا عرض می‌کنم که آقای خلیل دشتی نماینده بوشهر هم خوب اطلاع دارند و شاهد این امر هستند که آن کسی‌که مورد این اتهام است الان در بوشهر است و آن سید نصرالله صلح کل است». سرانجام اعتبارنامه سیف‌پور فاطمی تصویب شد و او فعالیت قانونگذاری خود را آغاز کرد.

## مهاجرت به آمریکا
سیف‌پور فاطمی در اواخر دوران نمایندگی‌اش در سال ۱۳۲۴ به انگلستان و از آنجا به آمریکا رفت، در دانشگاه پرینستون دکترای تاریخ سیاسی گرفت و در همان دانشگاه به تدریس تاریخ خاورمیانه مشغول شد. در دورهٔ دکتر مصدق، به ایران دعوت و مشاغلی به او پیشنهاد شد که هیچ‌کدام را جز نمایندگی ایران در سازمان ملل و یونسکو نپذیرفت. اقدامات او پس از سال ۱۳۳۲ برای نجات برادرش دکتر حسین فاطمی به جایی نرسید. وی از ۱۹۶۰ تا ۱۹۸۱ در دانشگاه فرلی دیکینسون نیوجرسی تدریس کرد.
سیف‌پور فاطمی در اواخر عمر خاطرات خود را در سه جلد به زبان فارسی در آمریکا انتشار داد.

## آثار به زبان انگلیسی
- Sufism: Message of Brotherhood, Harmony and Hope
- Gazelle Book Services Ltd February 1977 ISBN 0-498-01869-5
- While the United States Slept 1981
- Diplomatic History of Persia ۱۹۵۱
- Oil Diplomacy ۱۹۵۴
- The Dollar Crisis ۱۹۶۴
- Multinational Corporations: Problems and Prospects ۱۹۷۵
- Autobiography: Reflections on the Time of Disillusion, published by Mellioun

## دیگر منابع
http://farabipub.com/wordpress/?page_id=4&category=3&product_id=2%5Bپیوند+مرده%5D
آیینه عبرت، انتشارات فارابی Farabi Publishers
Sufism: Message of Brotherhood, Harmony and Hope
با پسرانش فریبرز، و فرامرز
Publisher: Gazelle Book Services Ltd (فوریه ۱۹۷۷)
Language: English
ISBN 0-498-01869-5
ISBN 978-0-498-01869-5

Love, Beauty and Harmony in Sufism
Publisher: Gazelle Book Services Ltd; 1St Edition edition (۳۰ نوامبر ۱۹۷۸)
Language: English
ISBN 0-498-02248-X
ISBN 978-0-498-02248-7

While the United States Slept
Publisher: Cornwall Books (نوامبر ۱۹۸۱)
Language: English
ISBN 0-8453-4721-7
ISBN 978-0-8453-4721-8
- http://articles.chicagotribune.com/1990-04-02/news/9001260964_1_graduate-institute-fars-province-fairleigh-dickinson-university
- http://www.nytimes.com/1990/03/26/obituaries/dr-n-s-fatemi-79-directed-an-institute-for-foreign-studies.html

http://www.iranicaonline.org/articles/fatemi%7B%7Bسخ}}%5Bپیوند+مرده%5D
END OF EMPIRE: IRAN

مصاحبه مفصل تلویزیون کانال چهار انگلستان با فاطمی
1985 Granada Production for Channel 4 TV